# کوپر، شهرستان هوستون، تگزاس
کوپر (به انگلیسی: Cooper) یک منطقهٔ مسکونی در ایالات متحده آمریکا است که در شهرستان هیوستون، تگزاس واقع شده‌است. کوپر ۸۰ متر بالاتر از سطح دریا واقع شده‌است.